# マツダスピード
マツダスピード（Mazdaspeed、MAZDASPEED ）は、かつて存在したマツダ系列のモータースポーツ会社。マツダ車のディーラーである「マツダオート東京」（後のアンフィニ東京、現・関東マツダ）が母体となって誕生した。

## 歴史
1968年、マツダオート東京がモータースポーツ相談室を開設し、大橋孝至と寺田陽次郎が常駐する。この年に販売開始したファミリアロータリークーペ用のスポーツキットの取り付け加工を行うマツダ・スポーツ・コーナーとしての営業を開始。ツーリングカーレースへの対応業務を実施。 
1973年よりシグマ・オートモーティヴ（現・サード）がル・マン24時間レースにシグマMC73で参戦する際にエンジン供給を行ったことがきっかけで2座席オープンレーシングレースに関わるようになった。この年の夏にシグマ・オートモーティヴから2座席オープンレーシングのシグマGC73を購入し、富士グランドチャンピオンシップへの本格参戦を開始。同年シグマ・オートモーティヴと共同でル・マン24時間レースにシグマMC74で参戦。国産マシンとしてチェッカーフラッグを受けるが、周回数不足のため完走にはならなかった。ル・マン24時間レース史上初のレース途中でのエンジンのオーバーホールを行った。
1978年、デイトナ24時間レースにRX3で挑戦するがリタイヤ。次年度のル・マン24時間レースの予行演習として参戦。
1979年にマツダオート東京のスポーツコーナーが「マツダスピード」と名称変更。マツダスピードとして正式にル・マン24時間レースにエントリーするが（マシンはマツダ・RX-7の改造車RX-7 252iでグループ5で参戦）、準備不足がたたって予選不通過に終わる。この頃はまだメーカーワークスといえるような体制ではなく、むしろディーラーチームの体裁であった。
1982年、RX-7の改造車 RX-7 254で参加し、日本チームで初めて正式にル・マン24時間レースを総合14位で完走する。これをきっかけに、チームの組織強化が進められた。1983年にマツダの前身・東洋工業、マツダオート東京ほかの出資で「株式会社マツダスピード」として法人化し、大橋監督、田知本チーフメカニックの下、正式にスタートする（当時の車はムーンクラフトの由良拓也がデザインを担当）。
その後、徐々にメーカーから技術者が送り込まれるようになり、マツダ・ファミリア4WDをベースにしたグループAによるWRCや、グループCによるJSPC・SWC参戦を果たすなどマツダのモータースポーツ部門としての地位を確立した。
1991年、マツダ787Bでル・マン24時間レースに参戦し、フォルカー・ヴァイドラー/ジョニー・ハーバート/ベルトラン・ガショーのトリオが日本車による初の総合優勝を飾るなど華々しい活躍を見せる。
1992年、レシプロエンジンのMX-R01で、ル・マン24時間、JSPC、SWCに参戦。ロータリー一辺倒でやってきたため苦戦を強いられると思われたが、長年の経験を生かし、SWCのシルバーストンで2位。ル・マン24時間レースでも、前年の勝者（バイドラー、ハーバート、ガショー）がドライブする5号車が、一時首位を走り、最終的にはトラブルで順位を落とすも4位入賞と健闘。しかしJSPCでは、日産やトヨタを前に苦戦を強いられ、結局マツダスピードが国内スポーツカーレースで総合優勝を挙げることは果たせなかった。この年、マツダはJSPC撤退を表明。またこの年、タイヤをダンロップからミシュランへ変更。

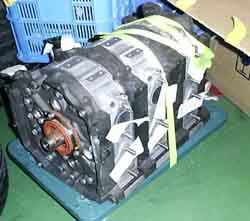
GT選手権用3ローターエンジン

マツダの経営不振によるモータースポーツ活動縮小のあおりを受け、マツダの市販車向けアフターパーツの販売やプライベーター支援活動のみに規模を縮小。ル・マン24時間レースへの連続参戦も12年で停止。以後のル・マン24時間レースには、マツダ本社の援助はなくアメリカでIMSAにロータリーエンジンで参戦していたジム・ダウニングと共同で参戦を実施。1994年にIMSA・GTO仕様のRX7（4ローター）で総合15位、1995年にプロトタイプのDG3（3ローター）で総合7位、1996年にプロトタイプのDG4（3ローター）で総合25位、1997年にプロトタイプのMS97（4ローター）で総合17位という結果でル・マン24時間レースへの参戦に終止符を打つ。
その後もプライベーターのレースチームへのパーツ販売は継続しており、GT選手権などにマツダスピード製のエンジンやシャシーを使用したマシンが出場していたが、1999年7月にマツダ本社に吸収される形で、法人および組織としての「マツダスピード」は解体され、スタッフも殆どが退社してしまい、ソフトウェアとハードウェアともにマツダから失われた。これに伴いレース専用パーツの供給も終了し、レース活動休止を余儀なくされるチームもあった。
マツダへの統合後は、マツダ車専用チューニング・パーツのブランド名、限定仕様車や走行性能を特に高めた市販車のブランド名称として「マツダスピード」が使われているのみであり、ル・マン24時間レースで優勝したマツダスピードとは無関係である。また、「マツダスピード」ブランドのチューニングパーツの製造は、外部への委託や福祉車両などを製造していたマツダ産業（現・マツダE&T）が行っている。
また、マツダ車ユーザー向けイベント（サーキットトライアル）としてマツダファン・サーキットトライアルが開催されているが、これはイベント開催業者（B-Sports）への委託で開催されており、ロードスターやRX-8パーティレースなどと同様に、マツダが主管しているものではない。

## 補足
全国のマツダ販売会社と提携して、自社製品ショールーム「スポーツファクトリー」を展開した。マツダスピードブランドの部品などを販売したが、当時発売されていたロードスターやRX-7をベースとしたモータースポーツが殆ど開催されていなかったこともあり、販売は芳しくなく、マツダスピードの消滅によりスポーツファクトリーも中古車販売場などの他用途に転用され消滅した。

## マツダ・スピードから参戦したドライバー
- 寺田陽次郎
- 片山義美
- 従野孝司
- 太田哲也
- ジャッキー・イクス
- ジョニー・ハーバート
- フォルカー・ヴァイドラ－
- ベルトラン・ガショー
- マルク・デュエツ
- デイビッド・レズリー
- ウィル・ホイ
- クリス・ホジェッツ
- ステファン・ヨハンソン
- ピエール・デュトネ
- マウリツィオ・サンドロ・サーラ
- マーク・ギャルビン

## ブランドとしての使用車
- マツダスピードファミリア / Mazdaspeed Protegé（マツダスピードプロテジェ）
- マツダスピードアテンザ / Mazdaspeed 6（マツダスピードシックス）
- マツダスピードアクセラ / Mazdaspeed 3（マツダスピードスリー）